# Eduardo Vázquez Martín
Eduardo Vázquez Martín (Ciudad de México, 9 de agosto de 1962) es un escritor, poeta, gestor cultural y funcionario público. Fue secretario de Cultura de la Ciudad de México de 2014 a 2018.

## Trayectoria
Estudió antropología social en la Escuela Nacional de Antropología e Historia. Tras la vuelta a la democracia de 1997 en la Ciudad de México, participó junto a Alejandro Aura en la fundación del Instituto de Cultura de la Ciudad de México, mismo que se convertiría en la Secretaría de Cultura capitalina. En dicho instituto desarrolló y coordinó programas como La calle es de todos y la fundación de la primera Fábrica de Artes y Oficios.
Entre los cargos que ha ocupado están bibliotecario en la subsecretaría de Planeación de la extinta Secretaría de Programación y Presupuesto, jefe del departamento editorial de la dirección de Literatura de la Universidad Nacional Autónoma de México (UNAM), subdirector del Periódico de Poesía de esa universidad, y jefe de desarrollo cultural en la Secretaría de Cultura de San Luis Potosí. De 2014 a 2019 fue titular de la Secretaría de Cultura de la Ciudad de México. En 2019 ocupó el Mandato del Antiguo Colegio de San Ildefonso.
A nivel periodístico participó en la fundación de las revistas Milenio Semanal, Viceversa y Laberinto Urbano y ha escrito en los suplementos culturales de Reforma y La Jornada.

## Obra
- Navíos de piedra (1986)
- Comer sirena (1992)
- Entre las sábanas
- Naturaleza y hechos (1999)
- Lluvias y secas (2008)